# Haití en los Juegos Olímpicos de la Juventud 2018
Haití compitió en los Juegos Olímpicos de la Juventud 2018 en Buenos Aires, Argentina, celebrados entre el 6 y el 18 de octubre de 2018. No pudo obtener medallas en las justas deportivas.

## Medallero
| Medalla       | Oro | Plata | Bronce | Total |
| ------------- | --- | ----- | ------ | ----- |
| Total oficial | 0   | 0     | 0      | 0     |

## Disciplinas

### Equitación
Haití clasificó un atleta en esta disciplina de parte del comité tripartito.
- Salto ecuestre individual - 1 atleta